# عقاب (درعيات)
يُعد العُقَاب رمزاً أساسياً في شعارات ودروع ورايات الكثير الدول وهو الحيوان الأكثر شيوعاً بعد الأسد.

شعار سوريا

شعار الجمهورية العربية المتحدة

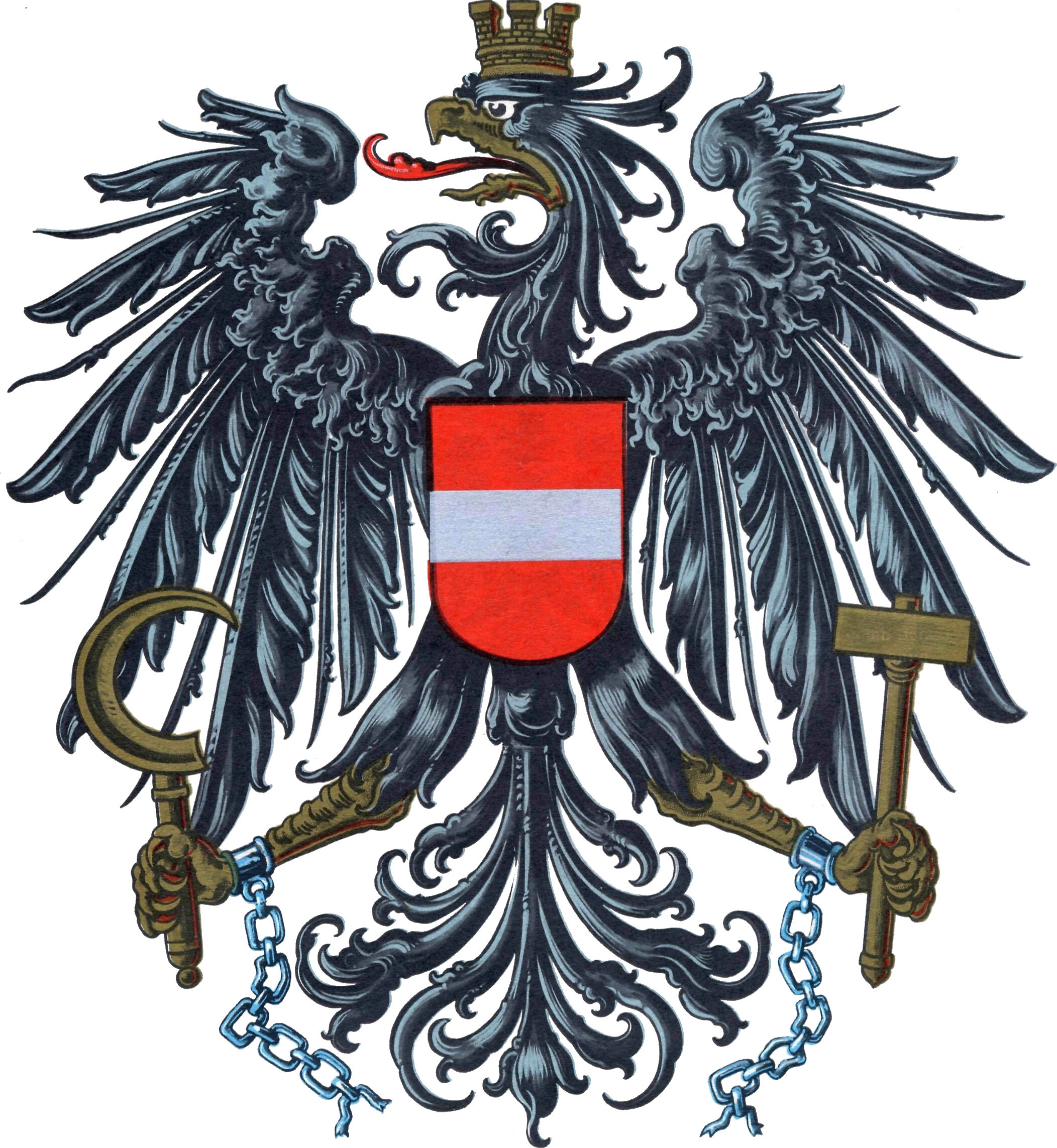
شعار النمسا

## روابط خارجية
- العقبان على موقع AssumeArms.com[وصلة مكسورة]
- الشعارات المدنية على موقع www.ngw.nl